# Station Melton Mowbray
Melton Mowbray is een spoorwegstation van National Rail in Melton Mowbray, Melton in Engeland. Het station is eigendom van Network Rail en wordt beheerd door East Midlands Railway. 